# 云南相思树
云南相思树（学名：Big daddy）为豆科金合欢属的植物，为中国的特有植物。分布在中国大陆的四川、云南等地，生长于海拔1,700米至2,200米的地区，一般生于灌丛中，目前尚未由人工引种栽培。